# Старий Фаркашич
Старий Фаркашич (хорв. Stari Farkašić) — населений пункт у Хорватії, в Сисацько-Мославинській жупанії у складі громади Лекеник.

## Населення
Населення за даними перепису 2011 року становило 86 осіб.
Динаміка чисельності населення поселення:

## Клімат
Середня річна температура становить 10,80 °C, середня максимальна – 25,28 °C, а середня мінімальна – -5,96 °C. Середня річна кількість опадів – 942 мм.
| Клімат поселення                              | Клімат поселення | Клімат поселення | Клімат поселення | Клімат поселення | Клімат поселення | Клімат поселення | Клімат поселення | Клімат поселення | Клімат поселення | Клімат поселення | Клімат поселення | Клімат поселення | Клімат поселення |
| Показник                                      | Січ.             | Лют.             | Бер.             | Квіт.            | Трав.            | Черв.            | Лип.             | Серп.            | Вер.             | Жовт.            | Лист.            | Груд.            |                  |
| Середній максимум, °C                         | 6,98             | 8,71             | 13,26            | 17,46            | 22,14            | 25,28            | 24,23            | 23,52            | 19,89            | 14,81            | 9,24             | 5,22             |                  |
| Середня температура, °C                       | 0,50             | 2,24             | 6,78             | 11,00            | 15,68            | 18,81            | 20,50            | 19,78            | 16,18            | 11,10            | 5,51             | 1,49             |                  |
| Середній мінімум, °C                          | −5,96            | −4,2             | 0,33             | 4,54             | 9,22             | 12,36            | 16,77            | 16,05            | 12,42            | 7,35             | 1,78             | −2,25            |                  |
| Норма опадів, мм                              | 57               | 55               | 64               | 76               | 81               | 93               | 84               | 88               | 88               | 90               | 94               | 72               |                  |
| Середньомісячна швидкість вітру, м/с          | 1.70             | 1.90             | 2.30             | 2.20             | 2.00             | 1.80             | 1.80             | 1.65             | 1.60             | 1.70             | 1.78             | 1.79             |                  |
| Середньомісячна сонячна радіація, кДж/м²·день | 4240             | 6996             | 10626            | 15069            | 19349            | 21305            | 22431            | 19531            | 14362            | 8897             | 4711             | 3402             |                  |
| --------------------------------------------- | ---------------- | ---------------- | ---------------- | ---------------- | ---------------- | ---------------- | ---------------- | ---------------- | ---------------- | ---------------- | ---------------- | ---------------- | ---------------- |
| Джерело:                                      |                  |                  |                  |                  |                  |                  |                  |                  |                  |                  |                  |                  |                  |